# Sismo de Salta de 1844
O sismo de Salta de 1844 foi um sismo que ocorreu na província de Salta, noroeste da Argentina, no dia 18 de outubro de 1844, às 23:00 (UTC-3). Foi registrada uma magnitude de 6.5 graus na Escala de Richter.
Teu seu epicentro em 25° 20′ 00″ S, 65° 10′ 00″ O, com uma profundidade de 30 km.
Este sismo foi sentido como grau VII na escala Mercalli. Isso afetou diversas cidades da província de Salta e da capital. Danos e alguns acidentes ocorreram.